# Esciúrids
Els esciúrids (Sciuridae) són una gran família de mamífers rosegadors. La família inclou els esquirols terrestres, esquirols llistats, les marmotes, els esquirols voladors i els gossets de les praderies entre d'altres rosegadors. Viuen en tots els continents tret d'Australàsia i Oceania. Els primers esciúrids coneguts daten de l'Eocè i estan més estretament relacionats amb el castor de muntanya i el liró que la resta de famílies de rosegadors vivents.
El seu nom científic de la paraula llatina sciurus, que alhora prove de la paraula σκίουρος, skíuros, en grec antic, i que vol dir 'cua d'ombra', en referència a la cua pilosa que tenen molts dels membre de la família.

## Característiques

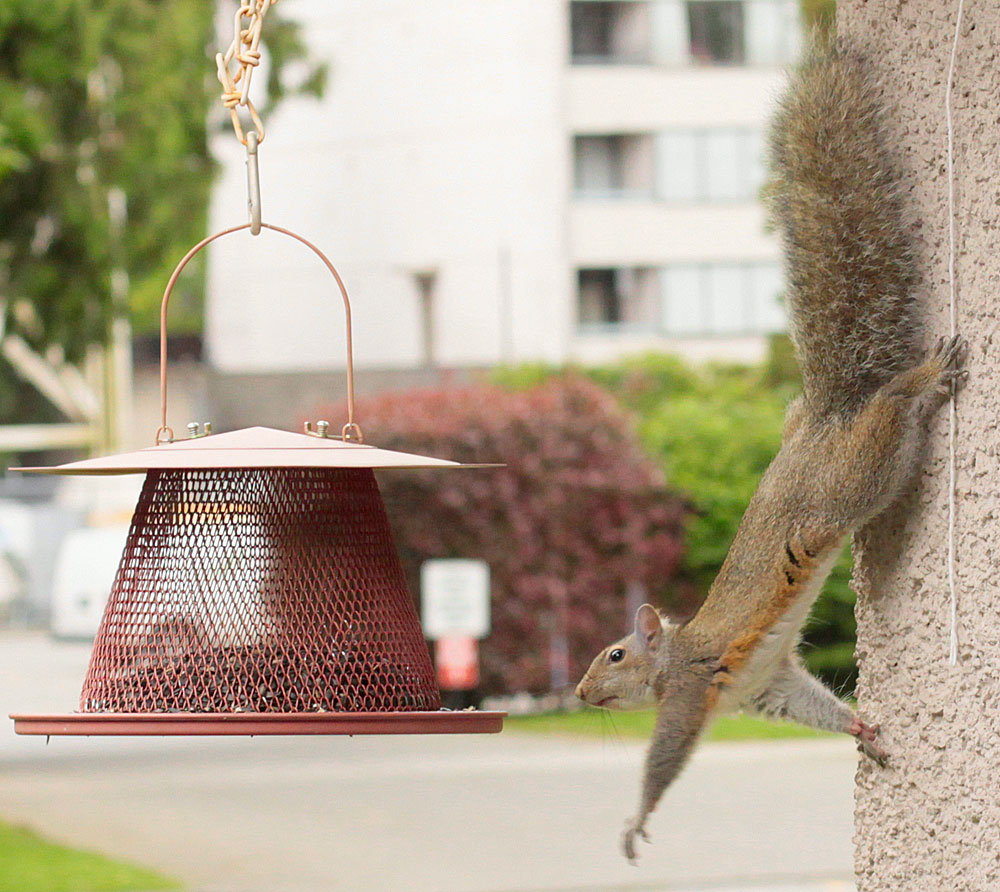
Esquirol baixant de cap d'un arbre

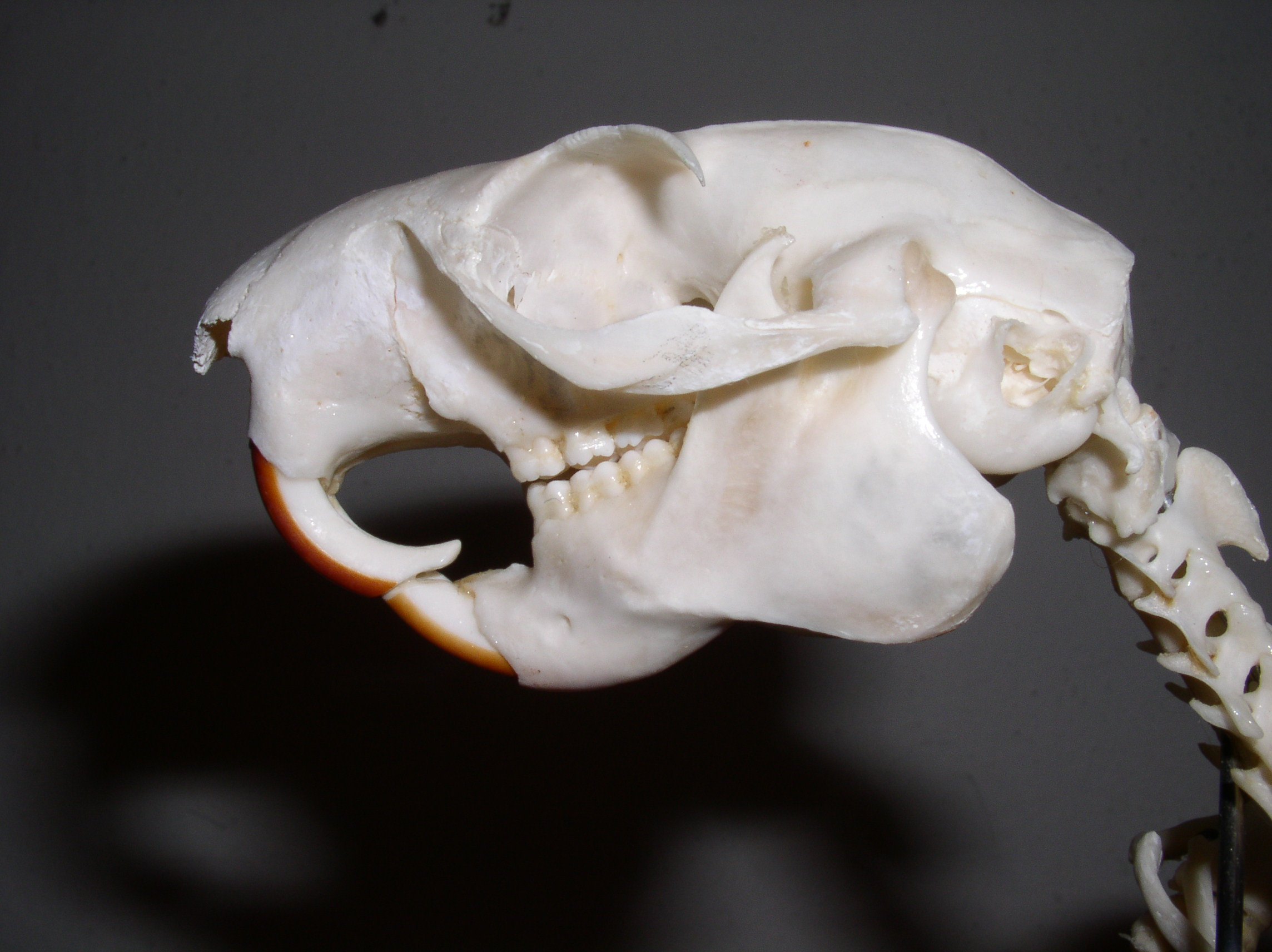
Crani d'una espècie del gènere Ratufa. Noteu la forma tipicamente esciüromorfa de la l'arc zigomàtic.

Els esciúrids són animals generalment de mida petita, que varien de mida dels entre 7 i 10 cm i 10 grams de l'esquirol pigmeu africà, fins als 1,08 metres i entre 5 i 80 kg de la marmota alpina. Els esciúrids solen tenir cossos esvelts amb cues espinoses i grans ulls. En general, el seu pelatge és suau i sedós, encara que en algunes espècies és molt més gruixut que en d'altres. El seu color és molt variable entre espècies, i sovint fins i tot dins d'una mateixa espècie.
En general, les extremitats posteriors són més llargues que les extremitats anteriors, i tenen quatre o cinc dits a cada pota. Les potes inclouen un polze sovint mal desenvolupat i tenen coixinets suaus a la part inferior. A diferència de la majoria dels mamífers, els esciürins poden baixar de cap dels arbres. Ho fan rotant els turmells 180 graus, de manera que les potes posteriors apunten cap enrere i poden agafar-se l'escorça de l'arbre.
Els esciúrids viuen a gairebé qualsevol habitat des de les selves tropicals fins als deserts semiàrids, evitant només les regions polars i els deserts més secs. Són animals principalment herbívors, que s'alimenten de llavors i nous, encara que molts s'alimenten d'insectes i petits vertebrats.
Com indiquen els seus grans ulls, en general tenen un excel·lent sentit de la vista, el qual és especialment per les espècies que viuen als arbres. També tenen unes urpes molt versàtils i resistents per agafar-se i grimpar. Molts tenen també un bon sentit dels tacte, amb vibrisses al cap i les extremitats.
Les dents dels esciúrids segueixen el típic patró dels rosegadors, amb uns grans incisius de que creixen al llarg de la vida, i la reducció de les dents de la galta darrere d'un ampli buit o diastema. La fórmula dental típica dels esciúrids és {\displaystyle {\tfrac {1.0.1.3}{1.0.1.3}}}.
Molts esciúrids joves moren durant el primer any de vida. Els adults poden tenir una esperança de vida d'entre 5 i 10 a la natura. En captivitat, alguns poden sobreviure entre 10 i 20 anys.

## Comportament
Els esciúrids es reprodueixen una o dues vegades l'any i donen a llum un nombre variable de cries després de tres a sis setmanes, depenent de l'espècie. Les cries neixen sense pèl, sense dents i cecs. En la majoria de les espècies, només la femella s'encarrega dels joves, que són deslletats al voltant de les sis a les deu setmanes d'edat i es tornen sexualment madurs al final del primer any. En general, les espècies terrestres són animals socials i sovint viuen en colònies ben desenvolupades, però les espècies arbòries són més solitàries.
Les espècies terrestres i arbòries són generalment diürnes o crepusculars, mentre que les espècies voladores tendeixen a ser nocturnes, excepte les mares lactants i els seus fills, que tenen un període de diurnalitat durant l'estiu.

### Alimentació

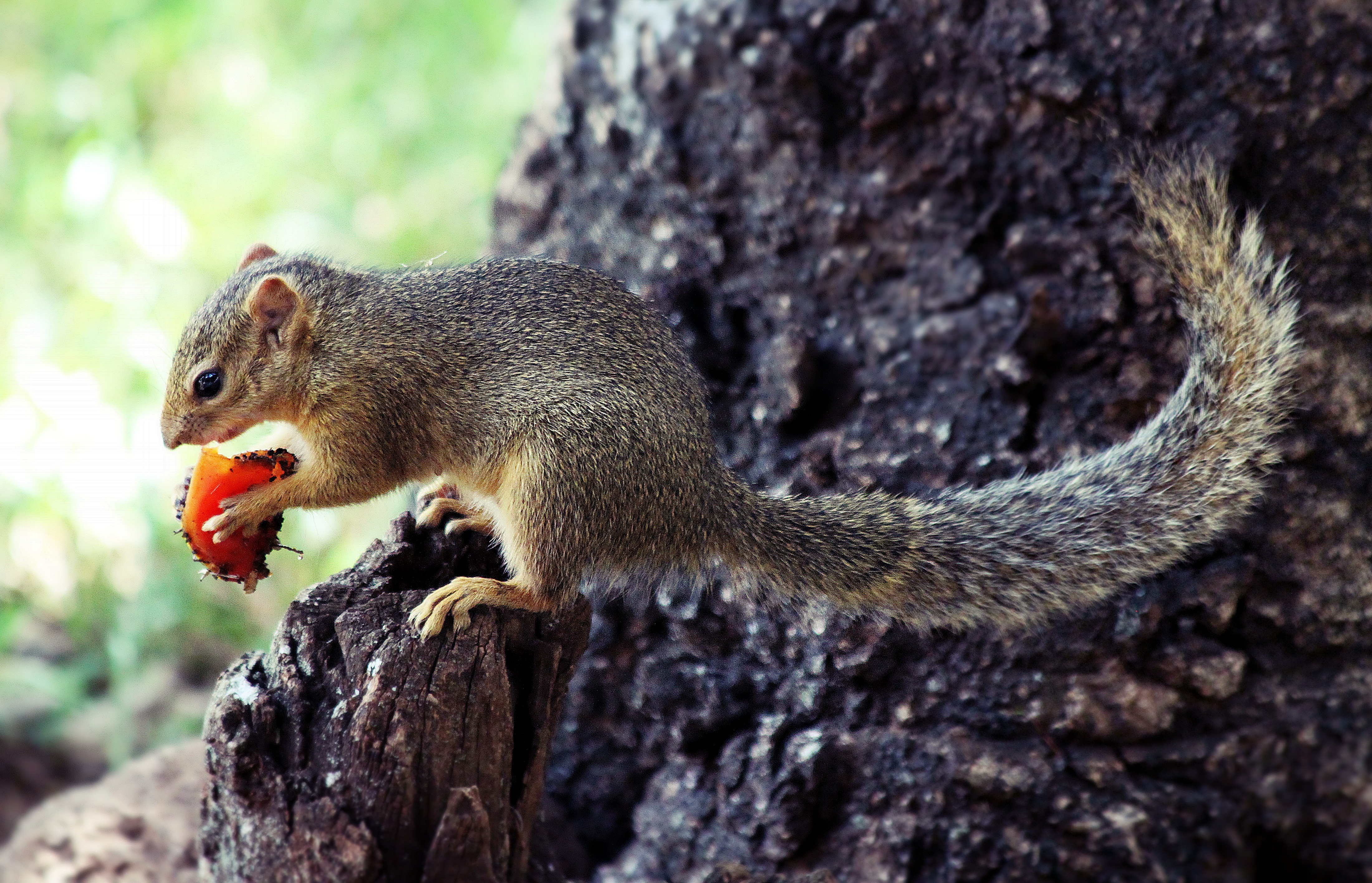
Esquirol menjant fruits al Parc Nacional Manyara, a Tanzània

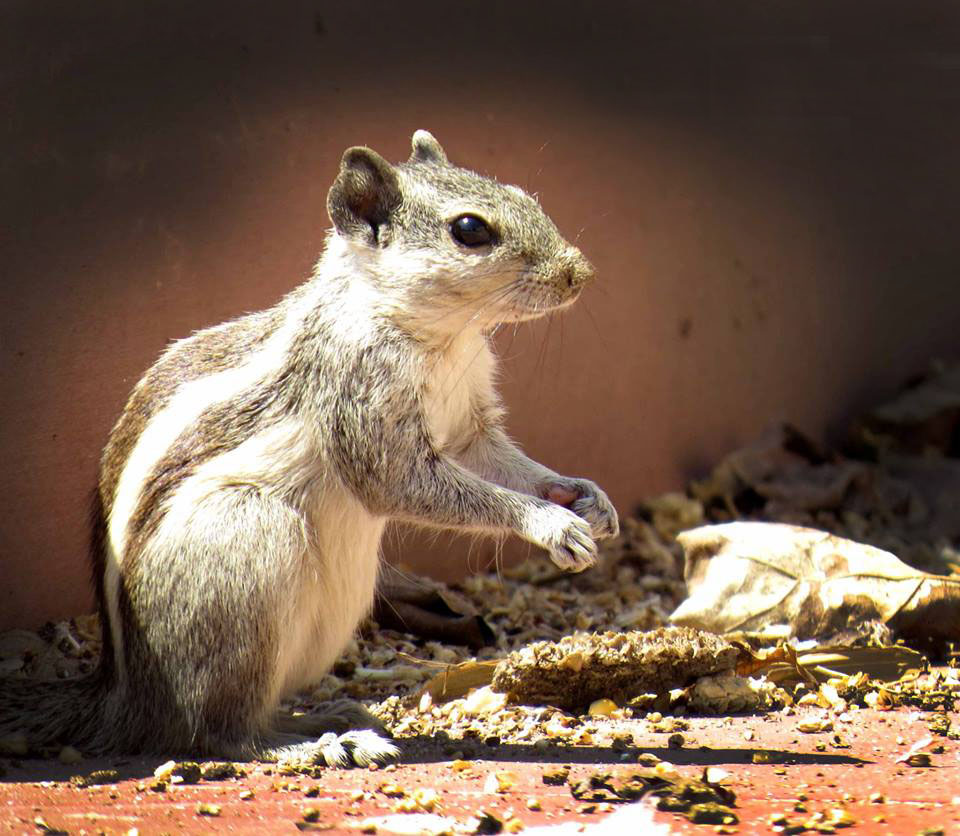
Esquirol de la jungla d'Alwar, al Rajasthan

Els esciúrids no digereixen la cel·lulosa, per la qual cosa han de dependre d'aliments rics en proteïnes, carbohidrats i greixos. A les regions temperades, els principis de la primavera és l'època més difícil, perquè les nous enterrades comencen a germinar i ja no es poden menjar, i encara no hi ha noves fonts d'aliments disponibles. Durant aquest temps, s'alimenten molt dels brots dels arbres. La seva dieta consisteix principalment en una gran varietat de plantes, que inclouen nous, llavors, pinyes de coníferes, fruits, fongs i vegetació verda. No obstant això, algunes esquirols també consumeixen carn, sobretot quan s'enfronten a la fam. Se sap que mengen insectes, ous, petits ocells, serps joves i petits rosegadors. De fet, algunes espècies tropicals han canviat gairebé per complet a una dieta d'insectes.

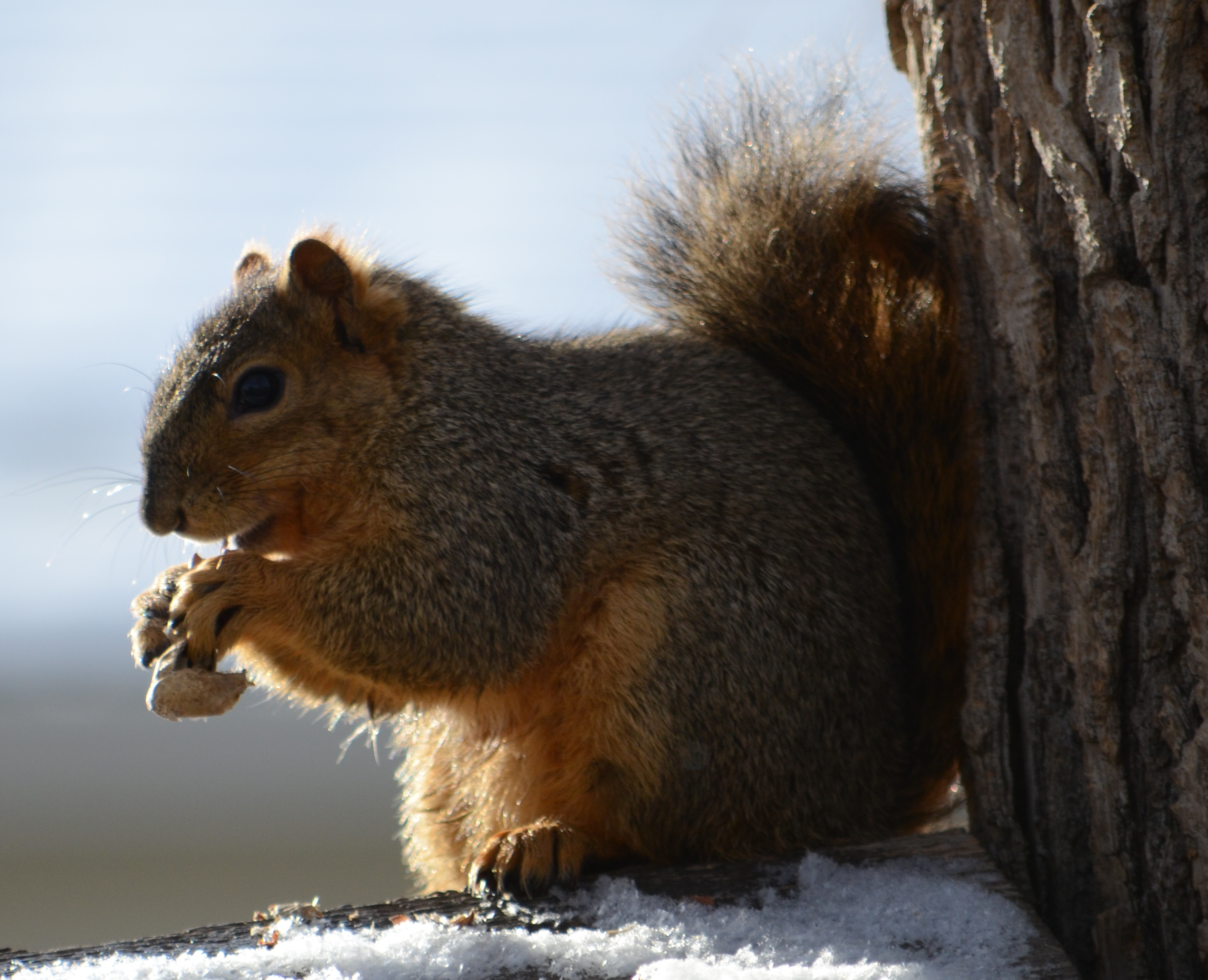
Esquirol menjant un cacauet

Els comportament predador ha sigut observat en diverses espècies terrestres, en particular del suslic de tretze bandes. Bailey, un científic de la dècada de 1920, va observar un suslic de tretze bandes capturant un pollastres jove. Wistrand va informar haver vist aquesta mateixa espècie menjant-se una serp recentment morta. Whitaker va examinar els estómacs de 139 individus d'aquesta mateixa espècie i va un ocells en 4 dels casos i restes d'una musaranya en un cas. Bradley, examinant 609 estómacs d'esquirol antílop cuablanc, va trobar que en un 10% dels casos hi havia algun tipus de vertebrats, principalment llangardaixos i rosegadors. Morgart va observar un individu de la mateixa espècie capturant i menjant-se un espècimen de Perognathus flavus.

## Taxonomia
Els esciúrids vivents es divideixen en 5 subfamílies, en uns 58 gèneres i unes 285 espècies. L'esciúrid fòssil més antic, Hesperopetes, data del Chadronià (Eocè superior, fa entre 40 i 35 milions d'anys) i és similar als actuals esquirols voladors.
Una varietat d'esquirols fòssils, des de finals de l'Eocè fins al Miocè, no es poden assignar amb certesa a cap llinatge viu. Almenys algunes d'aquests probablement eren variants dels «protoesquirols» basals més antics (en el sentit que no tenien tota la gamma d'autapomorfia dels esquirols vivents). La distribució i la diversitat d'aquestes formes antigues i ancestrals suggereix que els esquirols com a grup podrien haver-se originat a Nord-amèrica.
Deixant de banda aquestes de vegades poc coneguts fòssils, la filogènia dels esciúrids vivents és força directa. Els tres principals llinatges són els ratufins, els esciurilins i totes les altres subfamílies. Els ratufins contenen unes poques espècies vivents a l'Àsia tropical. L'esquirol pigmeu sud-americà és l'única espècie vivent dels esciurilins, El tercer llinatges, amb molt el més gran, té una distribució gairebé cosmopolita. Això també recolza la hipòtesi que l'avantpassat comú de tots, vius i fòssils, vivia a Amèrica del Nord, ja que aquests tres llinatges més antics semblen haver-se irradiat d'allà. Si els esquirols s'haguessin originat a Euràsia, per exemple, es podrien esperar llinatges bastant antics a l'Àfrica, però els esciúrids africans semblen tenir un origen més recent.
El grup principal també es pot dividir en tres subgrups, que donen lloc a les restants subfamílies. Els esciürins contenen els esquirols voladors i esciürinis, que entre d'altres conté els esquirols arboris americans; els primers sovint han estat considerats una subfamília separada, però ara són vistos com una tribu, la dels esciürins. En canvi, Tamiasciurus sol incloure's amb el principal llinatge d'esquirols arborícoles, encara que semblen ser tan diferents com els esquirols voladors. Per tant, de vegades es consideren una tribu diferent, els tamiasciürinis.
Dues de les tres subfamílies són més o menys de la mateixa mida, i contenen entre gairebé 70 i 80 espècies cadascuna; la tercera es gairebé el doble de gran. Els esciürins contenen els esquirols arboris, principalment de les Amèriques i, en menor mesura, d'Euràsia. Els cal·losciürins són més diversos a l'Àsia tropical i contenen esquirols que també són arboris, però tenen una morfologia marcadament diferent i apareixen més "elegants", un efecte millorat per la seva pell sovint molt colorida. Els xerins, la subfamília més nombrosa, estan formats per espècies terrestres e inclouen les grans marmotes i el popular gosset de les praderies, entre d'altres, així com els esquirols arboris africans. Tendeixen a ser més gregaris que altres esciúrids, els quals no solen viure en grups.

## Classificació
Gèneres fòssils d'esciúrids basals i incertae sedis:
- Hesperopetes
- Kherem
- Lagrivea
- Oligosciurus
- Plesiosciurus
- Prospermophilus
- Sciurion
- Similisciurus
- Sinotamias
- Vulcanisciurus

Gèneres d'esciúrids:
- Subfamília Callosciurinae
  - Tribu Callosciurini
    - Callosciurus
    - Dremomys
    - Exilisciurus
    - Glyphotes
    - Hyosciurus
    - Lariscus
    - Menetes
    - Nannosciurus
    - Prosciurillus
    - Rhinosciurus
    - Rubrisciurus
    - Sundasciurus
    - Tamiops

  - Tribu Funambulini
    - Funambulus
- Subfamília Ratufinae
  - Ratufa
- Subfamília Sciurillinae
  - Sciurillus
- Subfamília Sciurinae
  - Tribu Pteromyini
    - Subtribu Glaucomyina
      - Eoglaucomys
      - Glaucomys
      - Hylopetes
      - Iomys
      - Petaurillus
      - Petinomys

    - Subtribu Pteromyina
      - Aeretes
      - Aeromys
      - Belomys
      - Biswamoyopterus
      - Eupetaurus
      - Petaurista
      - Pteromys
      - Pteromyscus
      - Trogopterus

  - Tribu Sciurini
    - Guerlinguetus
    - Microsciurus
    - Rheithrosciurus
    - Sciurus
    - Syntheosciurus
    - Tamiasciurus
- Subfamília Xerinae
  - Tribu Marmotini
    - Subtribu Marmotina
      - Ictidomys
      - Marmota

    - Subtribu Spermophilina
      - Ammospermophilus
      - Cynomys
      - Infratribu Spermophilus
        - Callospermophilus
        - Notocitellus
        - Otospermophilus
        - Poliocitellus
        - Spermophilus
        - Urocitellus
        - Xerospermophilus

    - Subtribu Tamiina
      - Infratribu Tamias
        - Eutamias
        - Neotamias
        - Tamias

    - incertae sedis
      - Sciurotamias

  - Tribu Protoxerini
    - Epixerus
    - Funisciurus
    - Heliosciurus
    - Myosciurus
    - Paraxerus
    - Protoxerus

  - Tribu Xerini
    - Atlantoxerus
    - Spermophilopsis
    - Xerus

## Galeria

Esciúrids
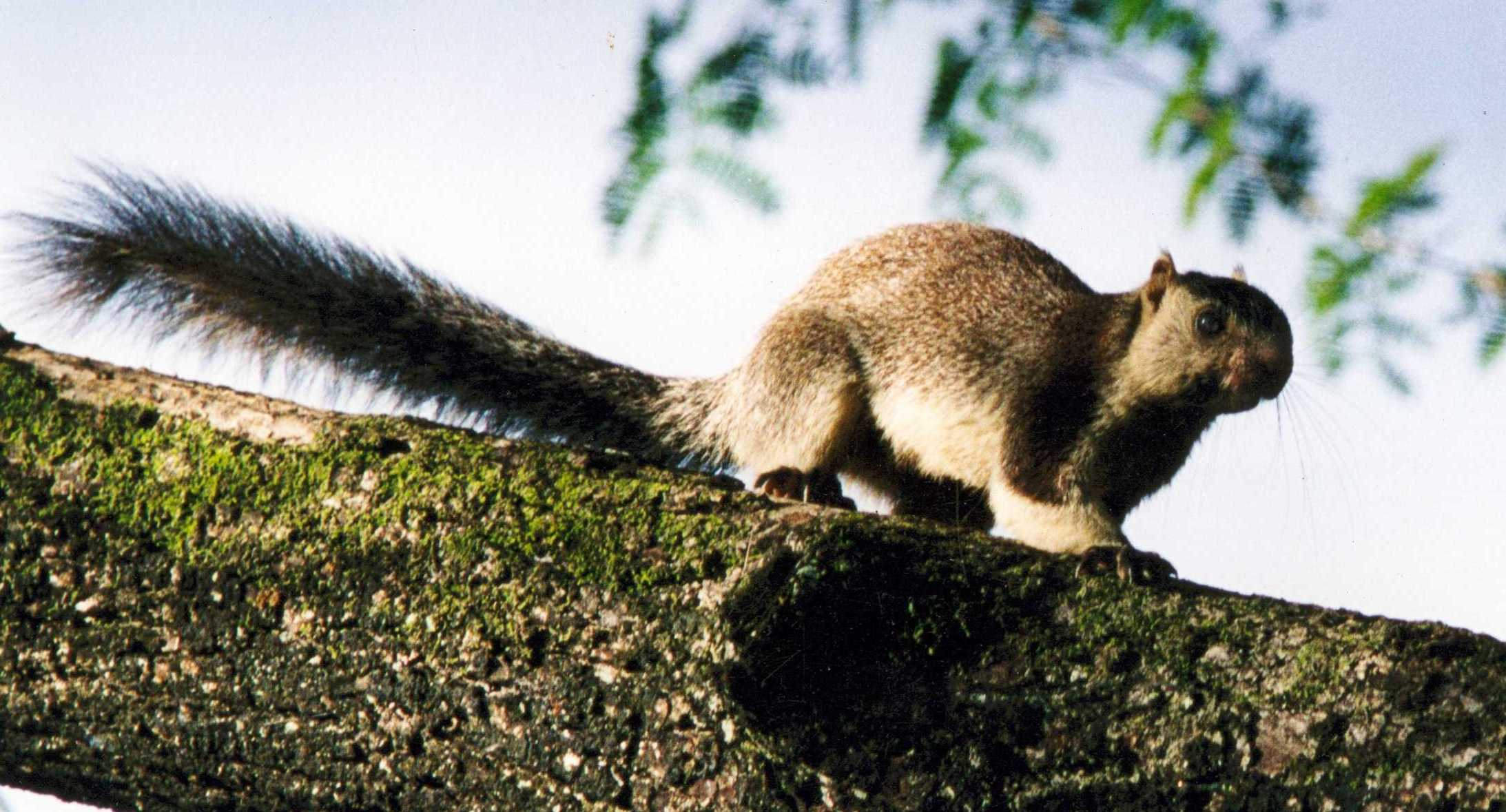
Esquirol gegant de Sri Lanka
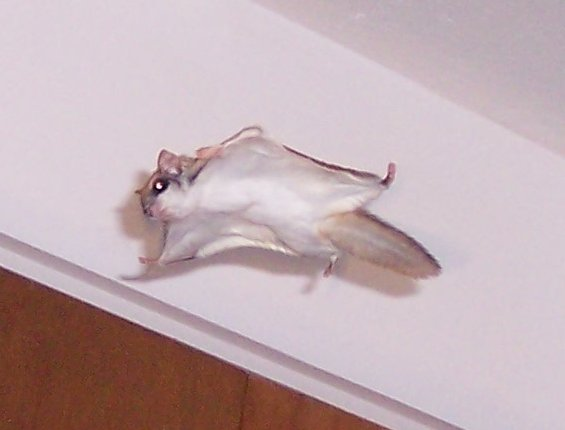
Esquirol volador d'Amèrica meridional
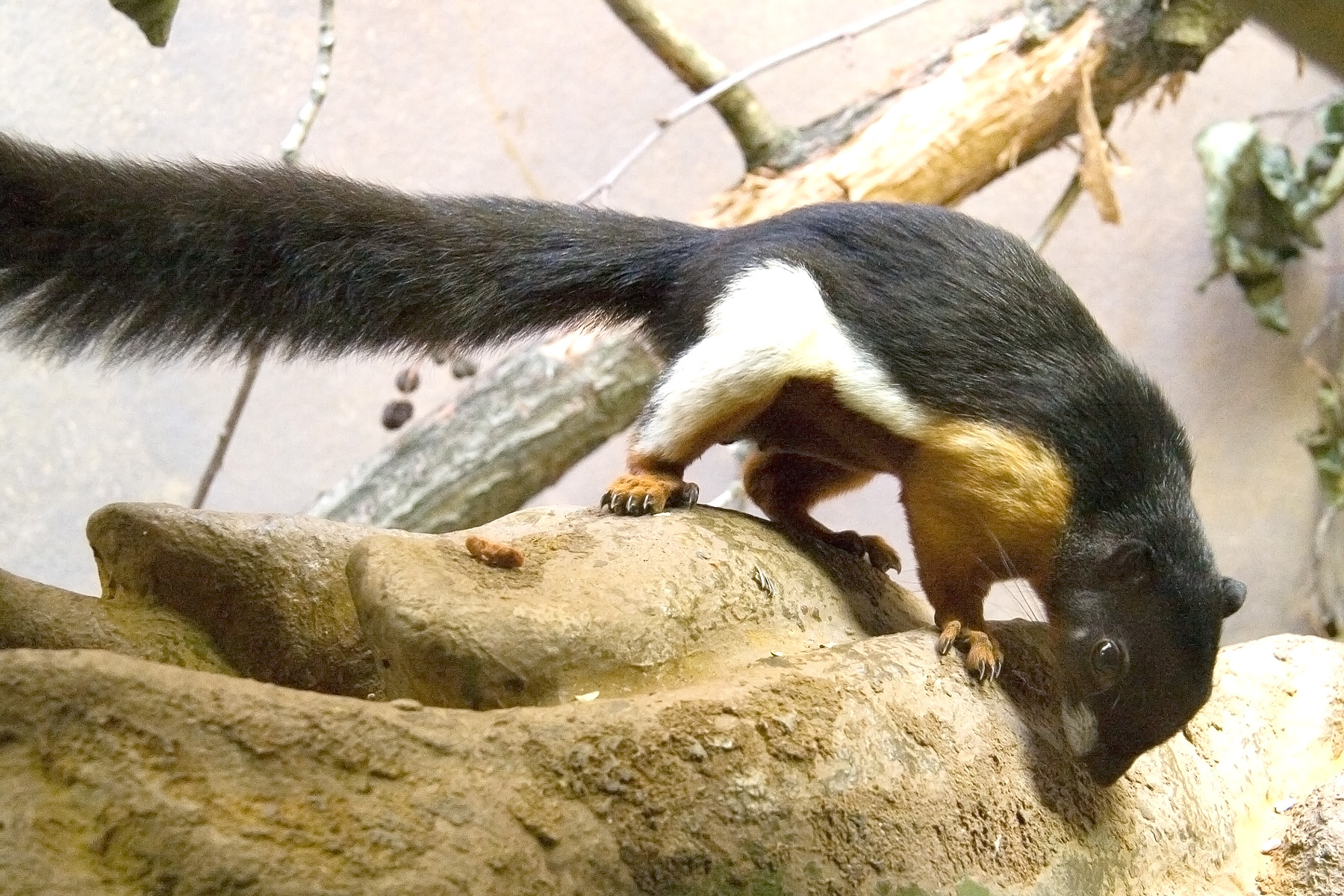
Esquirol de Prévost
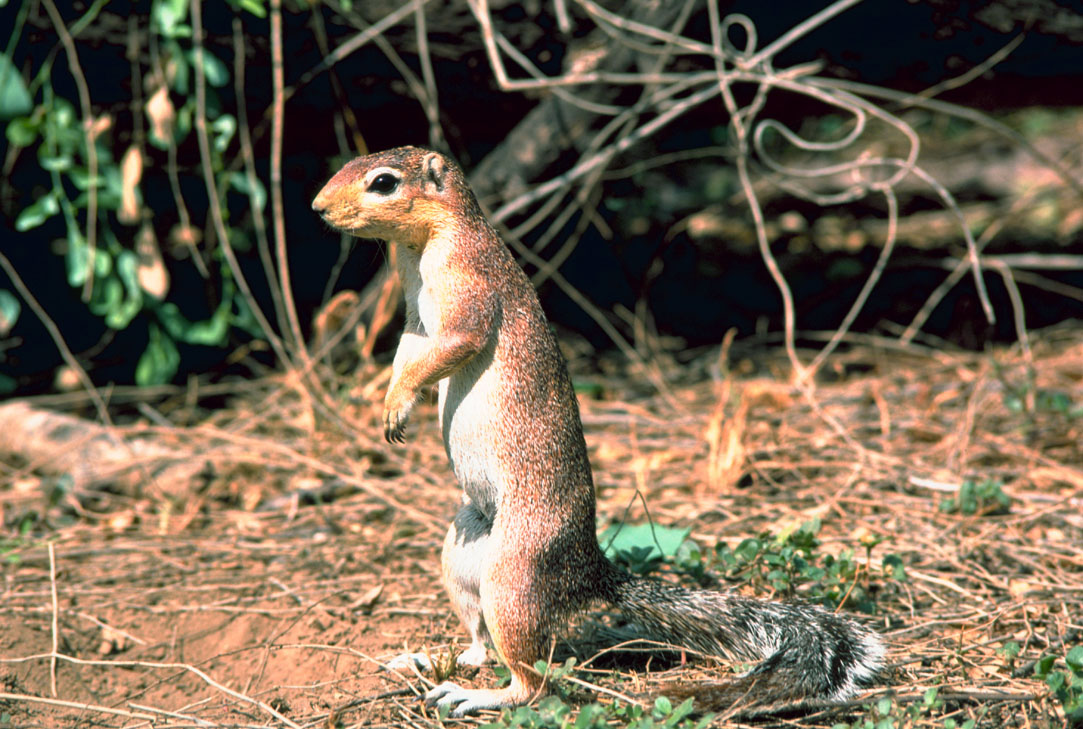
Esquirol terrestre pàl·lid
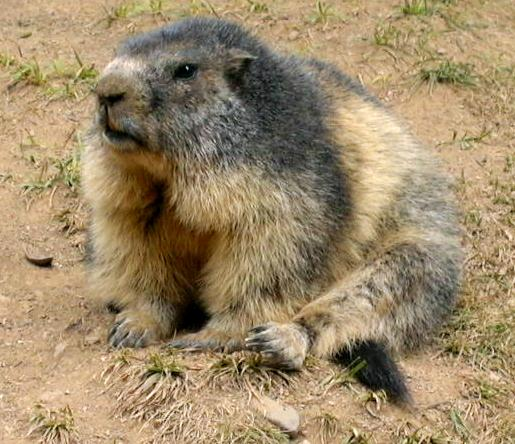
Marmota alpina
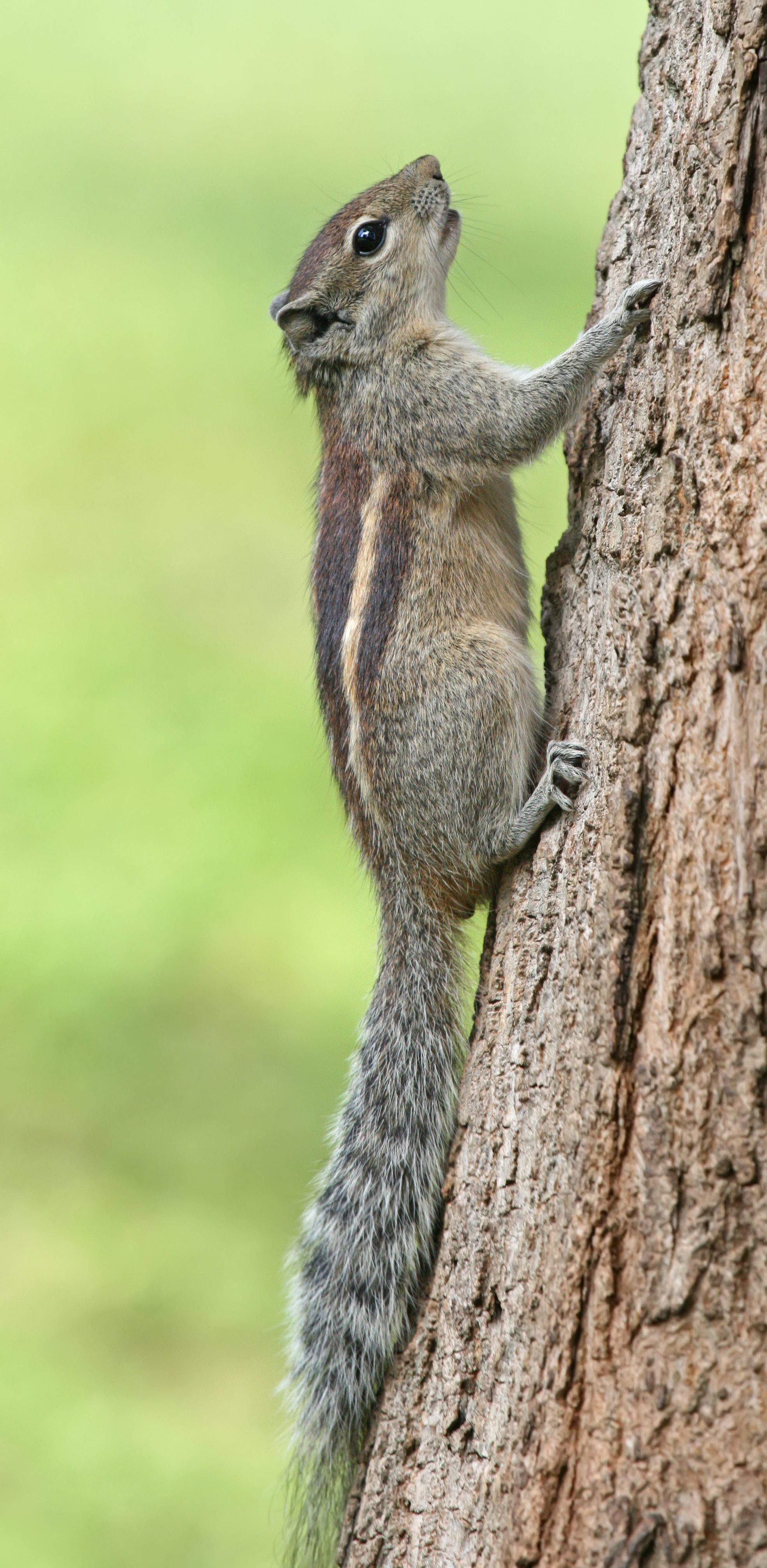
Esquirol de les palmeres
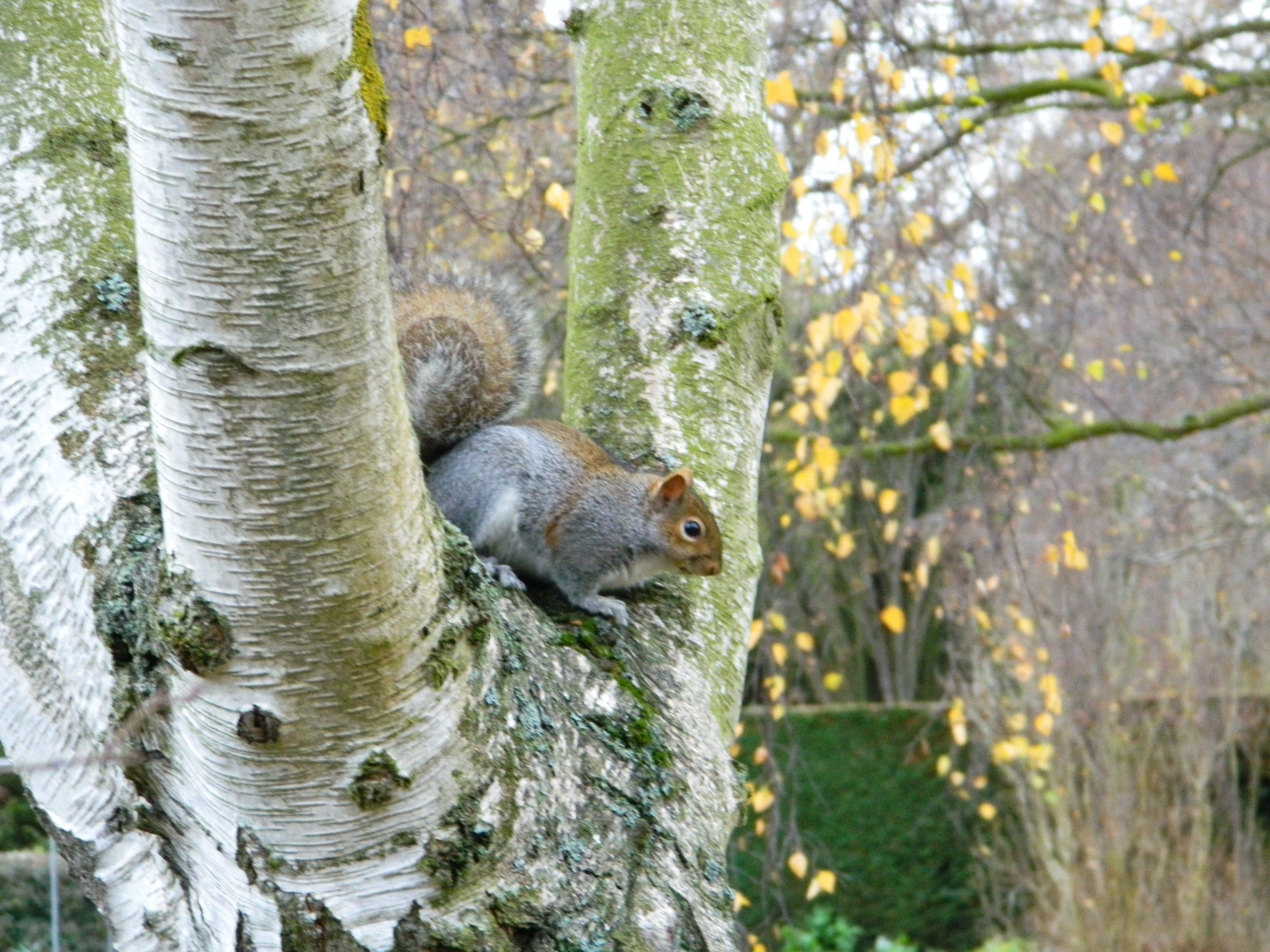
Esquirol gris
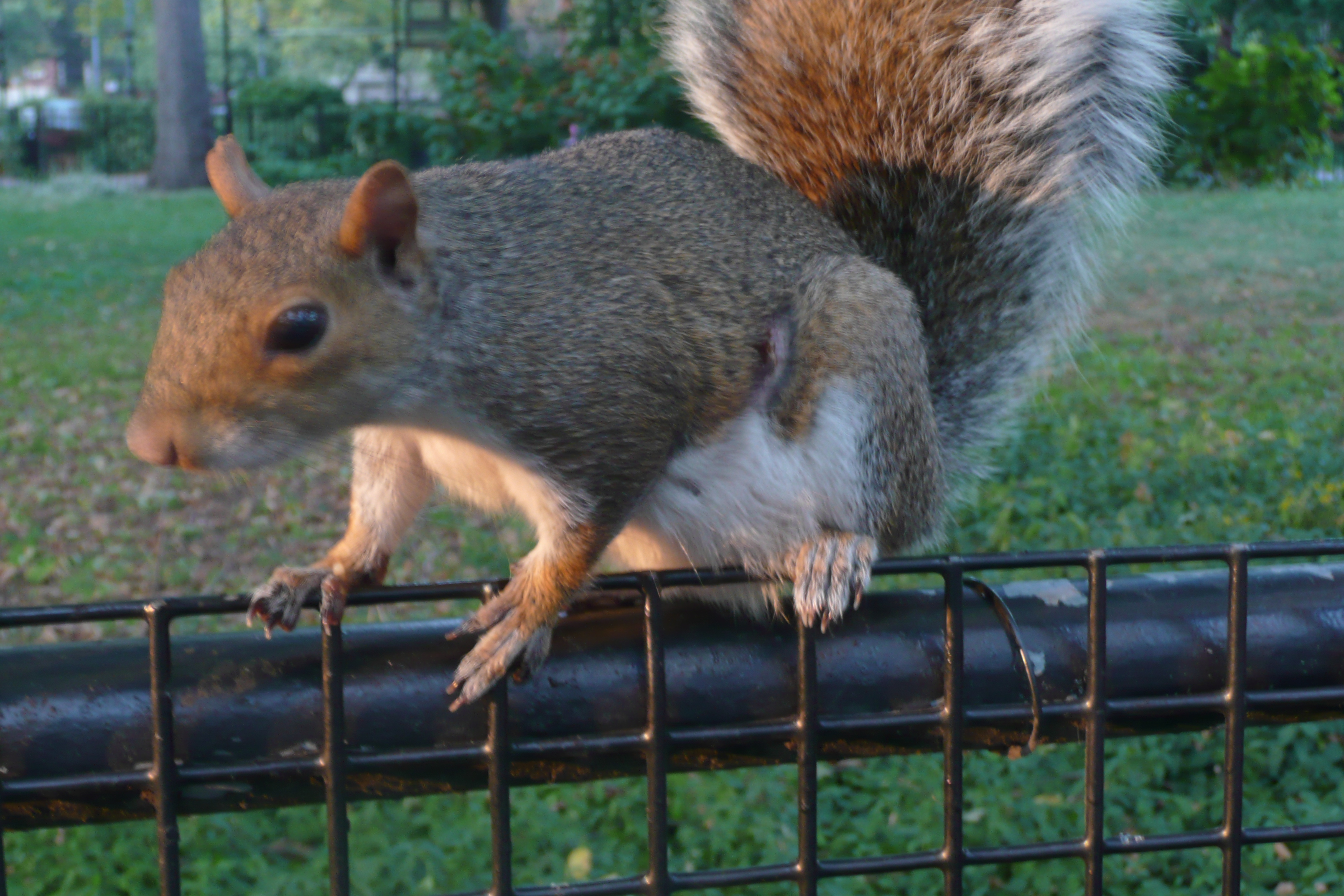
Un esquirol a la ciutat de Nova York